# Lester Horton
Pour les articles homonymes, voir Horton.
Lester Horton est un danseur, chorégraphe et pédagogue américain né à Indianapolis le 23 janvier 1906 et décédé à Los Angeles le 2 novembre 1953. Il est l'un des principaux représentants du courant de la danse moderne qui s'est développé hors de la Denishawn School.

## Biographie

### Enfance
Lester Iradell Horton est né à Indianapolis le 23 janvier 1906, de Iradell Horton et Pollyanna Horton.
Il stimule son intérêt pour la danse par sa fascination pour les Indiens d’Amérique, après avoir découvert les danses tribales dans un « Wild West Show ». Il étudie alors les Iroquois et les Indiens de la rivière Rouge, ainsi que les tribus du Pentagouët et Ojibwés.
Il étudie la danse classique pendant deux ans avec Mme Theo Hewes à Indianapolis. À cette époque il prend également des cours à l’institut d’Art « John Herron » et travaille avec le « Petit Théâtre d’Indianapolis ».
Il se confronte à un spectacle de la compagnie Denishawn qui a un grand impact sur le jeune homme. Horton arrive en Californie en 1929 pour danser dans « The song of Hiwatha » à l’Argus Bowl à Eagle Rock.
Il travaille pour les Stuberghs, avec qui il restera proche toute sa vie. Ils produisent des mannequins de cire et Horton en peint les visages pour ceux destinés aux vitrines.
Il a choisi de travailler en Californie, au lieu de New York, qui était considérée à l’époque comme le centre de la danse moderne.

### Carrière
Dans les années 1930, Lester Horton enseigne à la Norma Gould School of the Dance  à Los Angeles.
Horton crée sa première compagnie de danse, « the Lester Horton Dancers » en 1932. Cette compagnie est ensuite devenue brièvement « The Lester Horton California Ballets » en 1934 puis la même année « The Horton Dance Group ». « The Horton Dance Group » juste noté le plus souvent comme « the Lester Horton Dancers » a duré jusqu’au début de l’année 1944. Plus tard Horton a tenté de développer une compagnie sur la côte Est pour la danseuse Sonia Shaw, mais le mari de Shaw a rapidement cessé de financer la compagnie qui s’est effondrée avant même de donner des représentations publiques. Après tous ces méandres, Horton forme « The Dance Theater of Los Angeles » avec sa danseuse principale, Bella Lewitzky, leur partenariat prendra fin en 1950 quand Lewitzky le quitte pour une carrière solitaire. La compagnie finale d’Horton continuera jusqu’en 1960 sous la direction de Frank Eng, la direction artistique de la compagnie est reprise par l'un de ses élèves, le grand danseur et chorégraphe Alvin Ailey. La compagnie sera dirigée par Alvin Ailey et Frank Eng jusqu'à sa dissolution en 1960, lorsque Ailey décide de créer sa propre compagnie.
Afin de financer son école et ses différentes compagnies de danse, Horton chorégraphie très tôt pour un certain nombre de comédies musicales hollywoodiennes, en commençant par « Moonlight in Havana » (1942), la plupart des films de María Montez comme La Sauvagesse blanche(White Savage)(1943), ainsi que des séries B comédies musicales, la plus notable étant Le Fantôme de l'Opéra (film, 1943) (Phantom of the Opera) d’Arthur Lubin. Les danseurs d’Horton ont également travaillé fréquemment dans des clubs, y compris « the Folies Bergère » in New York et « Earl Caroll Theatre and Restaurant » à Los Angeles. Les Œuvres les plus connus d’Horton, qu’il appelait « Choreodrama » sont Salome (qui a occupé Horton pendant près de 20 ans ) et The Beloved.
La troupe de Horton n’a fait qu’une seule apparition à New York, au cours de la dernière année de sa vie. La troupe a été programmée par l’association des "jeunes filles et jeunes hommes hébreux" (Young Men's and young Women's Hebrew Association) de la 82e rue. En arrivant la troupe a découvert que le lieu n’avait pas fourni de publicité, de telle sorte que la programmation est resté relativement inconnue. Si bien que seulement environ 300 personnes se sont présentées pour la représentation de samedi soir et seulement environ 200 billets ont été vendus pour la matinée du dimanche. La compagnie a perdu 100 dollars pour cet événement. Toutes les critiques furent positives à l’exception d’une seule. Un magazine fait l’éloge des « superbes danseurs » mais se plaint « d’enchaînement technique et maîtrisés sans une réelle continuité chorégraphique ». Il n’y avait plus assez d’argent pour quitter New York et Horton doute de la capacité financière de la compagnie à participer au stage de Jacob’s Pillow plus tard dans l’été. L’agent d’Horton lui a fait parvenir de l’argent pour permettre à la troupe de rentrer chez eux. À cette époque Horton buvait beaucoup et était émotionnellement et physiquement malade. De retour à Los Angeles il a emménagé dans une maison sur Mulholland Drive où il a été assisté par ses parents et ses amis.
Déterminé de danser au festival de Jacob’s Pillow, la troupe a traversé les Berkshires en voiture. Le spectacle est un succès, bien qu’Horton n’ait pas pu accompagner la troupe au festival. Surfant sur leur succès au festival la troupe est invitée pour faire l’ouverture de Johnny Desmond à l’automne, ils sont si populaires qu’ils sont invités à revenir pour un contrat de deux semaines.
Horton est décédé d’une crise cardiaque à son domicile le 2 novembre 1953.
Depuis la mort d’Horton, sa technique de danse et son œuvre chorégraphique sont devenues largement connues et pratiquées. L’héritage d’Horton a survécu à travers la fondation Lester Horton Dance Theater, Inc.www.lhdt.org, qui est vouée à la préservation et la promotion des contributions de Lester Horton en tant que danseur, chorégraphe et pédagogue. En outre différentes compagnies de danse telles que l'Alvin Ailey American Dance Theater ou la Joyce Trisler Danscompany se concentre sur la technique Horton.

## Films chorégraphiés par Lester Horton[4]
- Moonlight in Havana 1942 (Universal-International)
- Rhythm of the Islands 1943 (Universal-International)
- White Savage 1943 (Universal-International)
- Phantom of the Opera 1943 (Universal-International)
- Climax 1944 (Universal-International)
- Salome Where She Danced 1945 (Universal-International)
- That Night With You 1945 (Universal-International)
- Frisco Sal 1945 (Universal-International)
- Shady Lady 1945 (Universal-International)
- Tangier 1946 (Universal-International)
- Siren of Atlantis 1948 (United Artists Release)
- Bagdad 1949 (Universal-International)
- South Sea Woman 1953 (Warner Brothers)
- 3-D Follies 1953 (R.K.O)

Horton a formé un nombre significatif de danseurs du milieu du XXe siècle :
- Alvin Ailey
- Eleanor Brooks
- Janet Collins
- Rudi Gernreich
- Carmen De Lavallade
- Bella Lewitzky
- James Mitchell
- Carl Ratcliff
- Jeri Faubion Salkin
- Joyce Trisler
- James Truitte
- William Dale Jennings

D’autres figures ont émergé de l’école Horton et de la Compagnie, comme l’actrice Lélia Goldoni et Sondra Kerr Blake. Le fondateur de Mattachine Society, Harry Hay a une fille qui a pris des cours au Dance Theater.

### Vie personnelle et relations
Horton est resté avec William Bowne de 1932 à 1949, jusqu'à ce que Bowne le quitte pour se marier avec un ancien membre de la compagnie d’Horton, Portia Woodbury (Bowne). Peu de temps après Horton s’est engagé avec le scénariste Frank Eng. Eng est resté avec Horton jusqu’à sa mort en 1953,.

## Technique
Horton a développé sa propre approche de la danse qui intègre des éléments divers, y compris la danse folklorique amérindienne, les ports de bras japonais, et les isolations balinaise et javanaise (en particulier le haut du corps, les yeux, la tête et les mains). Horton a également inclus des éléments afro-antillais comme les mouvements du bassin. La technique qu’il a ainsi créée, qui est maintenant connue sous le nom de « technique Horton », n’a pas de style en soi. La technique met l’accent sur le corps dans son ensemble et dans une approche de la souplesse, la force, la coordination et la maîtrise de son propre corps dans l’espace pour libérer, sans restriction, l'expression.
« J’ai sincèrement essayé de créer une technique de danse basée entièrement sur des exercices correctifs, créer à partir de la connaissance de l’anatomie humaine, une technique qui permettra de corriger les défauts physiques et de préparer un danseur pour tout type de danse, qu’il souhaitera peut-être appréhender, une technique ayant tous les mouvements de base qui régissent les actions du corps, combinée avec une connaissance de l’origine du mouvement et un sens de la conception artistique » - Lester Horton dans une lettre à Pierre Dorathi Bock, « From Primitive to Modern, » - American Dancer ( Octobre 1937) . (October 1937)

## Publications
- Barnes, Clive. Genius on the Wrong Coast, New York Times, 1967.
- Bizot, Richard. "Lester Horton’s “Salome” 1934-1953 and after." Dance Research Journal, Vol. 16, No. 1 (Spring, 1984) pp. 35–40.
- Dinerman, Diana. The Horton Technique, Bourgeon Journal of Dance, Volume 2 #3, pp. 28–30.
- Foulkes, Julia L., Modern Bodies: Dance and American Modernism from Martha Graham to Alvin Ailey. Chapel Hill: University of North Carolina Press, 2002.
- Murphy, Jacqueline Shae. The People Never Stopped Dancing: Native American Modern Dance Histories. Journal of Folklore Research Press, 2007.
- Perces, Marjorie B., Forsythe, Ana Marie, Bell, Cheryl.Dance Technique of Lester Horton Princeton Book Company, 1992.
- Prevots, Naima. Dancing in the Sun: Hollywood Choreographers 1915-1937. University of Michigan Research Press, 1987.
- (en) Larry Warren, Lester Horton, modern dance pioneer, Princeton, NJ, Dance Horizons/Princeton Book Co., 1991 (ISBN 978-0-87127-165-5, lire en ligne).
- Dance Perspectives 31 (Autumn 1967) entièrement consacré à Lester Horton.
- Lester Horton Dance Theater Collection, Music Division, Library of Congress, Washington, DC.
- Genius on the Wrong Coast (enregistrement video) Lelia Goldoni, distributed by Green River Road, 1993.
- Camera Three Tribute to Lester Horton (enregistrement video), 1963.